# Elektronisk barnvakt

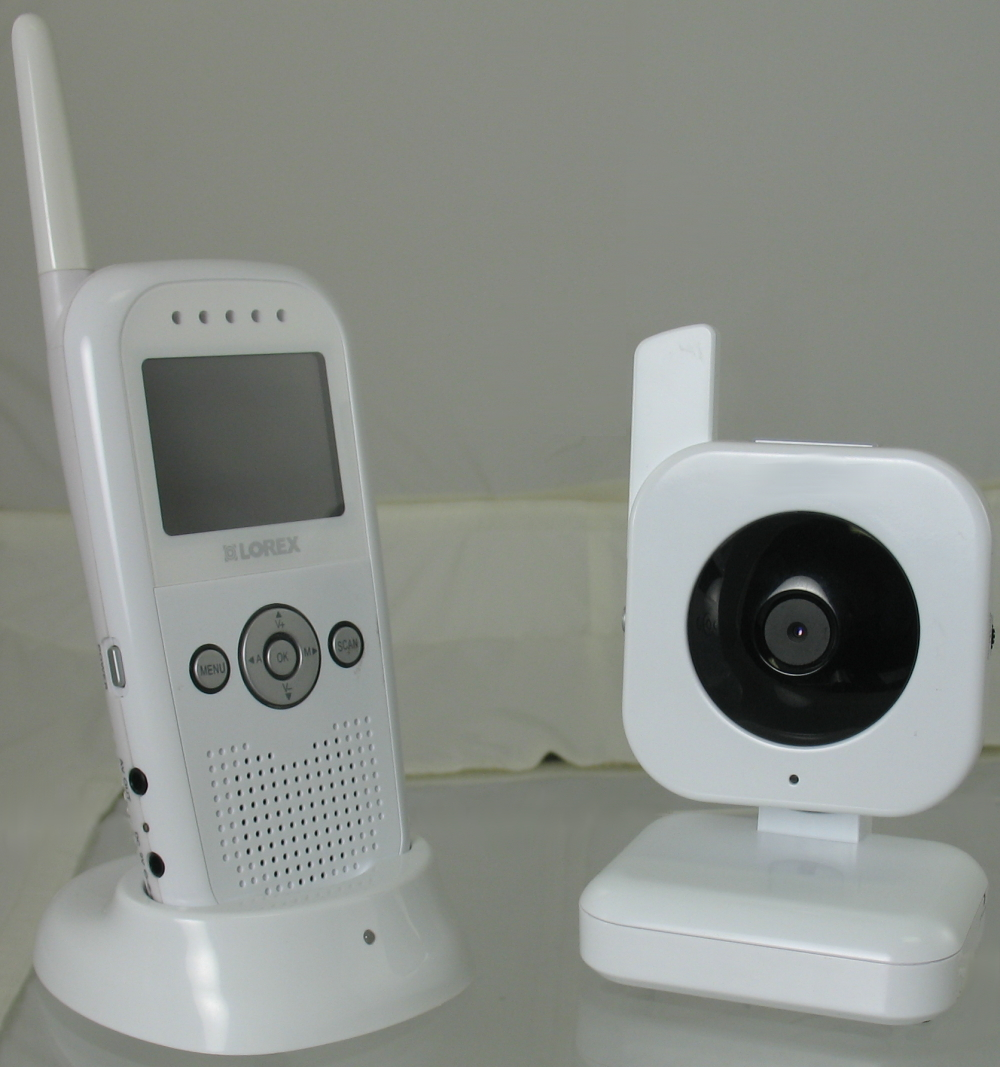
Exempel på elektronisk barnvakt med videobevakning.

En elektronisk barnvakt/babyvakt eller babymonitor är ett elektroniskt övervakningssystem som möjliggör barnpassning från exempelvis ett annat rum i huset än det barnet befinner sig i. Den består av en mottagarenhet och en sändarenhet som övervakar antingen enbart ljud eller både ljud och rörelser (video). Det första så kallade "elektroniska barnvakten" togs i bruk 1937 och kallades "Radio Nurse".
Modern utrustning för elektronisk babyövervakning använder sig ofta av digital teknik, är vanligen helt trådlös och påminner utseendemässigt ofta om walkie-talkier.
Särskilt före 2000-talet brukade även snabbtelefoner användas för ändamålet.